# Salagnac
Salagnac – miejscowość i gmina we Francji, w regionie Nowa Akwitania, w departamencie Dordogne.
Według danych na rok 1990 gminę zamieszkiwały 812 osoby, a gęstość zaludnienia wynosiła 89 osób/km² (wśród 2290 gmin Akwitanii Salagnac plasuje się na 512. miejscu pod względem liczby ludności, natomiast pod względem powierzchni na miejscu 1127.).